# Nick Lachey

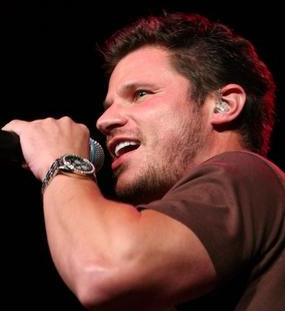
Nick Lachey (2006)

Nicholas „Nick“ Scott Lachey (* 9. November 1973 in Harlan, Kentucky) ist ein US-amerikanischer Sänger und Schauspieler.

## Biografie
Lachey ist Mitglied der Gruppe 98 Degrees. Im Jahr 2002 legte die Band jedoch eine Pause ein; Lachey startete daraufhin seine Solokarriere. Im Jahr 2006 erhielt er zwei Teen Choice Awards sowie eine Nominierung für einen MTV Video Music Award.
In der siebten Staffel der Fernsehserie Charmed – Zauberhafte Hexen verkörperte er die Rolle von Phoebes Ghostwriter Leslie St. Claire.
Am 26. Oktober 2002 heiratete Lachey die Sängerin und Schauspielerin Jessica Simpson. Ihre Ehe wurde in dem Reality-TV-Format Newlyweds thematisiert. Die Ehe wurde im Juni 2006 geschieden. Auf seinem US-Top-10-Album What’s Left Of Me verarbeitete er die gescheiterte Beziehung. 2011 heiratete er die Moderatorin und Schauspielerin Vanessa Lachey.
Am 26. Mai 2021 gewann Lachey als Piglet die fünfte Staffel des amerikanischen Ablegers von The Masked Singer. In der zwölften Staffel präsentierte er mehrere Hinweise zur Identität der Kandidaten Buffalos (Boyz II Men) und sang am Anfang des Finales das Weihnachtslied It’s the Most Wonderful Time of the Year.

## Diskografie

### Studioalben
| Jahr | Titel             | Höchstplatzierung, Gesamtwochen, AuszeichnungChartplatzierungen (Jahr, Titel, Platzierungen, Wochen, Auszeichnungen, Anmerkungen) | Höchstplatzierung, Gesamtwochen, AuszeichnungChartplatzierungen (Jahr, Titel, Platzierungen, Wochen, Auszeichnungen, Anmerkungen) | Höchstplatzierung, Gesamtwochen, AuszeichnungChartplatzierungen (Jahr, Titel, Platzierungen, Wochen, Auszeichnungen, Anmerkungen) | Höchstplatzierung, Gesamtwochen, AuszeichnungChartplatzierungen (Jahr, Titel, Platzierungen, Wochen, Auszeichnungen, Anmerkungen) | Höchstplatzierung, Gesamtwochen, AuszeichnungChartplatzierungen (Jahr, Titel, Platzierungen, Wochen, Auszeichnungen, Anmerkungen) | Anmerkungen                             |
| Jahr | Titel             | DE | AT | CH | UK | US | Anmerkungen                             |
| ---- | ----------------- | --- | --- | --- | --- | --- | --------------------------------------- |
| 2003 | SoulO             | — | — | — | — | US51 (2 Wo.)US | Erstveröffentlichung: 11. November 2003 |
| 2006 | What’s Left of Me | DE93 (1 Wo.)DE | — | CH57 (2 Wo.)CH | UK91 (1 Wo.)UK | US2 Gold · (23 Wo.)US | Erstveröffentlichung: 9. Mai 2006       |

Weitere Alben
- 2013: A Father’s Lullaby
- 2014: Soundtrack of My Life

### Singles
| Jahr | Titel Album                                | Höchstplatzierung, Gesamtwochen, AuszeichnungChartplatzierungen (Jahr, Titel, Album, Platzierungen, Wochen, Auszeichnungen, Anmerkungen) | Höchstplatzierung, Gesamtwochen, AuszeichnungChartplatzierungen (Jahr, Titel, Album, Platzierungen, Wochen, Auszeichnungen, Anmerkungen) | Höchstplatzierung, Gesamtwochen, AuszeichnungChartplatzierungen (Jahr, Titel, Album, Platzierungen, Wochen, Auszeichnungen, Anmerkungen) | Höchstplatzierung, Gesamtwochen, AuszeichnungChartplatzierungen (Jahr, Titel, Album, Platzierungen, Wochen, Auszeichnungen, Anmerkungen) | Höchstplatzierung, Gesamtwochen, AuszeichnungChartplatzierungen (Jahr, Titel, Album, Platzierungen, Wochen, Auszeichnungen, Anmerkungen) | Anmerkungen                            |
| Jahr | Titel Album                                | DE | AT | CH | UK | US | Anmerkungen                            |
| ---- | ------------------------------------------ | --- | --- | --- | --- | --- | -------------------------------------- |
| 2006 | What’s Left of Me                          | DE40 (9 Wo.)DE | AT54 (11 Wo.)AT | CH25 (15 Wo.)CH | UK47 (2 Wo.)UK | US6 Gold · (25 Wo.)US | Erstveröffentlichung: 21. Februar 2006 |
| 2006 | I Can’t Hate You Anymore What’s Left of Me | — | — | — | — | US87 (6 Wo.)US | Erstveröffentlichung: 30. Oktober 2006 |

Weitere Singles
- 2003: Shut Up
- 2003: This I Swear
- 2006: Resolution
- 2007: Ordinary Day
- 2009: Patience
- 2009: All in My Head
- 2011: Last One Standing
- 2017: Someone to Dance With

### Als Gastmusiker
| Jahr | Titel Album                | Höchstplatzierung, Gesamtwochen, AuszeichnungChartplatzierungen (Jahr, Titel, Album, Platzierungen, Wochen, Auszeichnungen, Anmerkungen) | Höchstplatzierung, Gesamtwochen, AuszeichnungChartplatzierungen (Jahr, Titel, Album, Platzierungen, Wochen, Auszeichnungen, Anmerkungen) | Höchstplatzierung, Gesamtwochen, AuszeichnungChartplatzierungen (Jahr, Titel, Album, Platzierungen, Wochen, Auszeichnungen, Anmerkungen) | Höchstplatzierung, Gesamtwochen, AuszeichnungChartplatzierungen (Jahr, Titel, Album, Platzierungen, Wochen, Auszeichnungen, Anmerkungen) | Höchstplatzierung, Gesamtwochen, AuszeichnungChartplatzierungen (Jahr, Titel, Album, Platzierungen, Wochen, Auszeichnungen, Anmerkungen) | Anmerkungen                                                            |
| Jahr | Titel Album                | DE | AT | CH | UK | US | Anmerkungen                                                            |
| ---- | -------------------------- | --- | --- | --- | --- | --- | ---------------------------------------------------------------------- |
| 2000 | Where You Are Sweet Kisses | — | — | — | — | US62 (6 Wo.)US | Erstveröffentlichung: 2. Januar 2000 Jessica Simpson feat. Nick Lachey |

## Filmografie
- 2003–2005: Newlyweds als Nick Lachey zusammen mit Jessica Simpson
- 2004: Charmed – Zauberhafte Hexen als Leslie St. Claire
- 2009: One Tree Hill als Nick Lachey
- 2011: Hawaii Five-0 als Tyler
- seit 2020: Love is blind auf Netflix zusammen mit Vanessa Lachey
- 2022: The Ultimatum auf Netflix zusammen mit Vanessa Lachey